# Pierre Nkurunziza
Pierre Nkurunziza (Ngozi, 1964. december 18. – Karuzi, 2020. június 8.) burundi politikus, 2005-től 2020-ig az ország elnöke.
Nkurunziza a hutu etnikai csoporthoz tartozott. Pályafutása kezdetén, a burundi polgárháború kitörése előtt testneveléssel foglalkozott. A polgárháború a mérsékelt lázadó párt, a Demokratikus Erők Védelmének Nemzeti Tanácsa (CNDD–FDD) felé sodorta.
Miután a CNDD–FDD elnöke lett, politikai javaslatot tett a konfliktus megoldására. 2000-ben az állam elnökévé választották, melyet az alkotmány által engedélyezett két terminus helyett háromig töltött be. Emiatt harmadik terminusa 2015-ben lázongásokat okozott. 2018-ban bejelentette, hogy negyedszer nem fog indulni az elnökségért.
Nem sokkal a 2020-as burundi általános választások után hunyt el, a hivatalos információk alapján szívinfarktusban, más információk alapján a COVID-19 fertőzés következtében.